# چوان باغ
چوان باغ یکی از روستاهای استان آذربایجان شرقی است که در دهستان سراجوی شمالی بخش مرکزی شهرستان مراغه واقع شده‌ است
چوانباغ بهترین سیب را در منطقه دارد 